# Bóng đá tại Đại hội Thể thao Đông Nam Á 2009 – Nữ
Nội dung bóng đá nữ tại Đại hội Thể thao Đông Nam Á 2009 được tổ chức tại Lào từ ngày 4 tháng 12 đến ngày 16 tháng 12 năm 2009. Không có giới hạn độ tuổi tham dự đối với các đội tuyển nữ.
Việt Nam đã giành tấm huy chương vàng lần thứ tư sau khi đánh bại đương kim vô địch Thái Lan trên chấm luân lưu trong trận chung kết thứ hai liên tiếp của cả hai đội. Myanmar giành tấm huy chương đồng chung cuộc. 

## Lịch thi đấu
Dưới đây là lịch thi đấu cho nội dung bóng đá nữ.
| G | Vòng bảng | F | Chung kết |

| T6 4 | T7 5 | CN 6 | T2 7 | T3 8 | T4 9 | T5 10 | T6 11 | T7 12 | CN 13 | T2 14 | T3 15 | T4 16 |
| ---- | ---- | ---- | ---- | ---- | ---- | ----- | ----- | ----- | ----- | ----- | ----- | ----- |
| G    |      | G    |      | G    |      |       | G     |       | G     |       |       | F     |

## Các quốc gia tham dự
5 đội tuyển trong tổng số 11 quốc gia Đông Nam Á đã tham dự nội dung thi đấu này. Philippines cũng được dự kiến để tham dự giải đấu, nhưng đã rút lui trước lễ bốc thăm.
| - Lào (MAS) - Malaysia (MAS) - Myanmar (MYA) | - Thái Lan (THA) - Việt Nam (VIE) |

## Địa điểm
Các trận đấu của giải nữ được tổ chức tại Sân vận động Chao Anouvong và Sân vận động Trung tâm của Trường Đại học Quốc gia Lào, cùng đặt tại thủ đô Viêng Chăn.
| Viêng ChănBóng đá tại Đại hội Thể thao Đông Nam Á 2009 – Nữ (Lào) | Viêng Chăn                 | Viêng Chăn                                          |
| ----------------------------------------------------------------- | -------------------------- | --------------------------------------------------- |
| Viêng ChănBóng đá tại Đại hội Thể thao Đông Nam Á 2009 – Nữ (Lào) | Sân vận động Chao Anouvong | Sân vận động Trung tâm, Trường Đại học Quốc gia Lào |
| Viêng ChănBóng đá tại Đại hội Thể thao Đông Nam Á 2009 – Nữ (Lào) | Sức chứa: 8.000            | Sức chứa: 6.000                                     |
| Viêng ChănBóng đá tại Đại hội Thể thao Đông Nam Á 2009 – Nữ (Lào) |                            |                                                     |

## Đội hình
Mỗi đội tuyển được đăng ký tối đa 20 cầu thủ, trong đó tối đa ba cầu thủ là thủ môn.

## Thể thức
Vì giải đấu lần này chỉ có 5 đội tham dự, thể thức thi đấu vòng tròn được áp dụng. Các đội tuyển sẽ thi đấu vòng tròn một lượt với nhau; hai đội nhiều điểm nhất sẽ thi đấu trận chung kết để tranh huy chương vàng, đội xếp thứ ba sẽ nhận huy chương đồng chung cuộc.

Các tiêu chí xếp hạng
Các đội được xếp hạng theo điểm (3 điểm cho 1 trận thắng, 1 điểm cho 1 trận hòa và 0 điểm cho 1 trận thua), và nếu bằng điểm, các tiêu chí sau đây sẽ được áp dụng theo thứ tự, để xác định thứ hạng:
1. Điểm trong các trận đối đầu trực tiếp giữa các đội bằng điểm;
2. Hiệu số bàn thắng thua trong các trận đối đầu trực tiếp giữa các đội bằng điểm;
3. Số bàn thắng ghi được trong các trận đối đầu trực tiếp giữa các đội bằng điểm;
4. Nếu có nhiều hơn hai đội bằng điểm, và sau khi áp dụng tất cả các tiêu chí đối đầu ở trên, một nhóm nhỏ các đội vẫn còn bằng điểm nhau, tất cả các tiêu chí đối đầu ở trên được áp dụng lại cho riêng nhóm này;
5. Hiệu số bàn thắng thua trong tất cả các trận đấu bảng;
6. Số bàn thắng ghi được trong tất cả các trận đấu bảng;
7. Sút luân lưu nếu chỉ có hai đội bằng điểm và gặp nhau ở lượt trận cuối cùng của bảng;
8. Bốc thăm.

## Vòng bảng
Hai đội đứng đầu lọt vào trận chung kết.
| VT | Đội      | ST | T | H | B | BT | BB | HS  | Đ | Giành quyền tham dự        |
| -- | -------- | -- | - | - | - | -- | -- | --- | - | -------------------------- |
| 1  | Thái Lan | 4  | 2 | 2 | 0 | 22 | 5  | +17 | 8 | Trận tranh huy chương vàng |
| 2  | Việt Nam | 4  | 2 | 2 | 0 | 14 | 3  | +11 | 8 | Trận tranh huy chương vàng |
| 3  | Myanmar  | 4  | 1 | 3 | 0 | 11 | 5  | +6  | 6 |                            |
| 4  | Lào (H)  | 4  | 1 | 1 | 2 | 7  | 8  | −1  | 4 |                            |
| 5  | Malaysia | 4  | 0 | 0 | 4 | 1  | 34 | −33 | 0 |                            |

| Malaysia | 0–14     | Thái Lan |
| -------- | -------- | --- |
|          | Chi tiết | Suphaphon 15', 34', 70' · Nisa 18', 42' · Chidtawan 21' · Pitsamai 28', 56', 85' · Junpen 33' · Kanjana 39' · Kwanruethai 51' · Sunisa 77' · Orathai 81' |

| Lào          | 1–1      | Myanmar           |
| ------------ | -------- | ----------------- |
| Phayvanh 33' | Chi tiết | My Nilar Htwe 35' |

| Thái Lan                     | 2–2      | Myanmar                  |
| ---------------------------- | -------- | ------------------------ |
| Suphaphon 61' · Sunisa 90+6' | Chi tiết | Kain Marlar Tun 17', 80' |

| Malaysia | 0–8      | Việt Nam |
| -------- | -------- | --- |
|          | Chi tiết | Đoàn Thị Kim Chi 17', 85' · Nguyễn Thị Muôn 21', 68' · Trần Thị Kim Hồng 29' · Nguyễn Thị Minh Nguyệt 51', 63' · Văn Thị Thanh 73' |

| Myanmar         | 1–1      | Việt Nam             |
| --------------- | -------- | -------------------- |
| Moe Moe War 76' | Chi tiết | Đoàn Thị Kim Chi 55' |

| Thái Lan                                             | 4–1      | Lào          |
| ---------------------------------------------------- | -------- | ------------ |
| Pitsamai 6' · Orathai 28' · Junpen 32' · Sukunya 89' | Chi tiết | Phayvanh 13' |

| Lào                                                       | 5–0      | Malaysia |
| --------------------------------------------------------- | -------- | -------- |
| Phayvanh 47', 74' · Phonhalath 60', 68' · Syhanouvong 83' | Chi tiết |          |

| Việt Nam                               | 2–2      | Thái Lan                                     |
| -------------------------------------- | -------- | -------------------------------------------- |
| Nguyễn Thị Muôn 4' · Văn Thị Thanh 32' | Chi tiết | Nguyễn Thị Ngọc Anh 41' (l.n.) · Sukunya 88' |

| Việt Nam                                          | 3–0      | Lào |
| ------------------------------------------------- | -------- | --- |
| Trần Thị Kim Hồng 14', 73' · Đoàn Thị Kim Chi 82' | Chi tiết |     |

| Myanmar | 7–1      | Malaysia           |
| --- | -------- | ------------------ |
| Kain Marlar Tun 19' · Moe Moe War 25' · Aye Nandar Hlang 33' · Thu Zar Htwe 35' · My Nilar Htwe 65' · Margrep Marri 81' · Kain Moe Wai 88' | Chi tiết | Norhanisa Yasa 44' |

## Tranh huy chương vàng
Trong trận chung kết, hiệp phụ và loạt sút luân lưu sẽ được sử dụng để xác định đội thắng nếu cần thiết.
| Thái Lan                  | 0–0 (s.h.p.) | Việt Nam                                                |
| ------------------------- | ------------ | ------------------------------------------------------- |
|                           | Chi tiết     |                                                         |
| Loạt sút luân lưu         |              |                                                         |
| Suphaphon · Junpen · Nisa | 0–3          | Trần Thị Kim Hồng · Văn Thị Thanh · Nguyễn Thị Kim Tiến |

## Huy chương vàng
| Bóng đá nữ Đại hội Thể thao Đông Nam Á 2009 |
| ------------------------------------------- |
| · Việt Nam · Lần thứ 4                      |

## Thống kê

### Cầu thủ ghi bàn
Đã có 55 bàn thắng ghi được trong 11 trận đấu, trung bình 5 bàn thắng mỗi trận đấu.
4 bàn thắng
- Souphavanh Phayvanh
- Pisamai Sornsai
- Suphaporn Kaeobaen
- Đoàn Thị Kim Chi

3 bàn thắng
- Kain Marlar Tun
- Nguyễn Thị Muôn
- Trần Thị Kim Hồng

2 bàn thắng
- Sochitta Phonhalath
- Moe Moe War
- My Nilar Htwe
- Junpen Seesraum
- Nisa Romyen
- Orathai Srimanee
- Sunisa Srangthaisong
- Sukunya Peangthem
- Nguyễn Thị Minh Nguyệt
- Văn Thị Thanh

1 bàn thắng
- Khouanhta Syhanouvong
- Norhanisa Yasa
- Aye Nandar Hlang
- Kain Moe Wai
- Margrep Marri
- Thu Zar Htwe
- Chidtawan Chawong
- Kanjana Sung-Ngoen
- Kwanruethai Kunupatham

1 bàn phản lưới nhà
- Nguyễn Thị Ngọc Anh (trong trận gặp Thái Lan)

### Bảng xếp hạng
| VT | Đội      | ST | T | H | B | BT | BB | HS  | Đ | Kết quả chung cuộc        |
| -- | -------- | -- | - | - | - | -- | -- | --- | - | ------------------------- |
| 1  | Việt Nam | 5  | 2 | 3 | 0 | 14 | 3  | +11 | 9 | Vô địch - Huy chương vàng |
| 2  | Thái Lan | 5  | 2 | 3 | 0 | 22 | 5  | +17 | 9 | Á quân - Huy chương bạc   |
| 3  | Myanmar  | 4  | 1 | 3 | 0 | 11 | 5  | +6  | 6 | Hạng ba - Huy chương đồng |
| 4  | Lào (H)  | 4  | 1 | 1 | 2 | 7  | 8  | −1  | 4 |                           |
| 5  | Malaysia | 4  | 0 | 0 | 4 | 1  | 34 | −33 | 0 |                           |